# Tipus d'interès anual
Un Tipus d'interès anual o tipus d'interès anual nominal és un tipus d'interès expressat en termes d'un any, sense tenir en compte la capitalització dels interessos. L'anualització d'un tipus d'interès es deu al fet que 1 any és la unitat bàsica de temps en la que s'expressen els tipus d'interès, de manera que així són comparables; així mateix la majoria de fórmules de la matemàtica financera estan denominades en aquesta unitat temporal -1 any-, de manera que abans d'aplicar-les cal anualitzar els tipus d'interès si no està expressat en aquesta unitat de temps. L'anualització no té compte la capitalització d'interessos, de manera que si efectivament hi ha capitalització, el tipus d'interès anual haurà d'ésser ajustat per a obtenir el tipus d'interès anual efectiu.